# Jaźwiny (województwo podkarpackie)
Jaźwiny – wieś w Polsce położona w województwie podkarpackim, w powiecie dębickim, w gminie Czarna, Leży w graniczącej z Pogórzem Ciężkowickim części Kotliny Sandomierskiej i Rynny Podkarpackiej, na niewielkim, bezleśnym wzniesieniu.
| SIMC    | Nazwa          | Rodzaj    |
| ------- | -------------- | --------- |
| 0816411 | Borowskie Pola | część wsi |
| 0816428 | Od Jastrząbki  | część wsi |
| 0816434 | Piaski         | część wsi |

Miejscowość jest sołectwem w gminie Czarna. 
W latach 1975–1998 miejscowość administracyjnie należała do województwa tarnowskiego.

## Historia

### Od początku do 1846 roku
Za panowania Władysława II Jagiełły teren, na którym znajdują się obecnie Jaźwiny, porastały lasy. Analiza krakowskich ksiąg sądowych, w których pod koniec XIV wieku kilka razy, przy okazji różnych rozpraw, pojawia się Nawój z Zasowa, pozwala na stwierdzenie, że „obok Korzeniowa, Nagoszyna, Zasowa, Róży i Wiewiórki, na północ, zachód i południe sięgały zalesione tereny, pełne grubego zwierza. Nie było jeszcze wtedy Dąbrówki, Dąbie, Przerytego Boru, Żarówki, Jastrząbki Starej, Jaźwin, Borowej i Mokrego”.
Nazwa pojawia się dopiero w XV wieku, przy okazji sporów spadkowych dotyczących posiadłości Zawiszy Czarnego, który w 1419 roku nabył Zasów i część Nagoszyna, a z czasem inne miejscowości. Po śmierci Zawiszy w 1428 roku dobra te przeszły na własność jego żony Barbary oraz czterech synów. „W 1434 roku brat Zawiszy, Jan Farurej, pozywając Barbarę na sad wiecowy, domaga się klucza wiewióreckiego. W procesie tym po raz pierwszy występują Jaźwiny”. W niespełna dziesięć lat później ,,synowie Zawiszy zapisują Barbarze dożywocie na wsiach klucza, wymieniając je w następującej kolejności: Wiewiórka, Zasów, połowa Nagoszyna, Borowa i Jaźwiny. Oni sami wyruszają tymczasem z królem Władysławem III na wyprawę przeciw Turkom w roku 1444”.
Spośród czterech synów Zawiszy Czarnego w roku 1452 żył już tylko jeden Jan również o przydomku czarny. ,,W 1447 roku ożenił się Jan Czarny z Małgorzatą Szafrańcówna, która w aktach występuje jako domina Materna”. Ich potomkami byli Barbara i Jan, który zmarł bezpotomnie. Z tego okresu pochodzi dokument króla Kazimierza IV Jagiellończyka nadający wsiom ,,Wiewiórce, Zasowej, Borowej, Jaźwinom i Nagoszynowi prawo niemieckie, zwane magdeburskim, i przekazuje prawo sadzenia sprawach cywilnych i karnych, a także nadaje sołtysom w tych wsiach prawo sadzenia i karania w granicach tychże wsi. Po śmierci Jana Czarnego w 1454 roku Małgorzata musiała walczyć o prawa swoich małoletnich dzieci, między innymi ponownie z bratem Zawiszy Farurejem. W 1465 roku jej córka Barbara wyszła za mąż za Stanisława Tęczyńskiego, a w 1471 roku zapisała w dożywocie swej matce ,,dobra ojcowskie: Wiewiórkę, Zasów, Borowa, Nagoszyn, Jaźwiny, Mokre, Korzeniów i Wolę Korzeniowską”. Po śmierci Stanisława Tęczyńskiego Barbara - w 1486 roku - ponownie wyszła za mąż za Jana Amora Tarnowskiego wojewodę krakowskiego, któremu urodziła syna Jana Amora, przyszłego hetmana wielkiego koronnego. Jan Tarnowski ,,posiadał ogromne dobra i po małżeństwie z Barbara, wnuczka Zawiszy, był bodaj największym magnatem w Małopolsce, a może nawet w całym państwie”. Z tego okresu pochodzą kolejne wzmianki o Jaźwinach. W 1492 roku Barbara „potwierdza Stefanowi, sołtysowi z Jaźwin, dożywocie i prawo niemieckie za sumę 60 grzywien” okresu pochodzą kolejne wzmianki twierdza Stefanowi, sołtysowi z Jaźwin, dożywocie i prawo niemieckie, a w roku 1497 wyposaża „kościół w Zasowie karczmą i co szóstym złotym czynszów w Jaźwinach”.
W 1500 roku, po śmierci Jana Tarnowskiego, właścicielką Jaźwin została wdowa po nim Barbara z Rożnowa, która w 1509 roku zapisała cały klucz wiewiórecki synowi Janowi. Po śmierci starszego przyrodniego brata, w 1514 roku, a następnie po śmierci matki, Jan Tarnowski, przyszły hetman stał się ,,właścicielem całej Tarnowszczyzny  i innych ogromnych włości”. Odziedziczył również po matce wielki sentyment do Wiewiórki i całego klucza wiewióreckiego. W obszernym dworze spędzał większość czasu i tam zmarł w 1561 roku. Sześć lat później, po śmierci Jana Krzysztofa Tarnowskiego, jedynego żyjącego syna hetmana, klucz wiewiórecki stał się własnością jego siostry Zofii, od 1553 roku żony Konstantego Ostrogskiego. Zofia zmarła w 1570 roku, a ,,wraz z jej śmiercią wygasła linia hetmana Tarnowskiego, a w dalszej perspektywie i rodzina Zawiszy Czarnego”. Z czasem, po rodzinnych zatargach, trybunał lubelski potwierdził prawo do klucza wiewióreckiego Konstantemu Ostrogskiemu. Od tego czasu zaczyna się również praktyka wydzierżawiania klucza wiewióreckiego. W 1575 roku dzierżawczynią była wdowa po Janie Krzysztofie Tarnowskim, a „w 1596 roku Jaźwiny i Zasów trzymała w swym posiadaniu wojewodzina wileńska czyli Elżbieta z Ostrogskich Radziwiłłowa”. W 1603 roku Wiewiórka i klucz przechodzą na własność najstarszego syna Konstantego Ostrogskiego Janusza. Klucz został też poszerzony o kolejne wsie, w tym również o założona przez hetmana Jana Tarnowskiego Czarną. W Jaźwinach w tym okresie mieszkało 22 kmieci i 13 zagrodników, a także kowale, leśnicy, prawdopodobnie szewc i po dwóch karczmarzy i hajduków.
Od 1626 roku spadkobiercą Jaźwin był książę Władysław Dominik Zasławski wnuk Janusza Ostrogskiego, który stosował praktykę oddawania w dzierżawę poszczególnych wsi z klucza wiewióreckiego. ,,Przekazanie wsi dzierżawcom oznaczało w praktyce znaczne pogorszenie sytuacji mieszkańców. Dotychczasowy układ, kiedy to właściciel sam przebywał we dworze i wyręczał się tylko rządca, utrudniał wykorzystanie chłopów, wymuszanie dodatkowych świadczeń i jakakolwiek samowole. Po oddaniu włości w arendę, dzierżawca stawał się panem chłopów, a ponieważ czas jego władztwa był ograniczony i krótki, dlatego starał się wyciągnąć ze wsi maksimum korzyści dla siebie”.
Wieki XVII i XVIII były szczególnie burzliwe dla mieszkańców Małopolski. ,,W 1655 roku okolice Tarnowa złupili Szwedzi, łupiły też wojska kwarciane w 1656 roku, w rok zaś później przez te tereny przewaliła się fala najazdu Rakoczego. Równie zgubne były wylewy Dunajca, epidemie, klęski nieurodzaju i głodu”. Kolejna spadkobierczynią klucza wiewióreckiego, po śmierci księcia Zasławskiego w 1657 roku, została jego żona Katarzyna z Sobieskich Zasławska. 1658 roku, a więc w rok po śmierci męża, Katarzyna wyszła po raz drugi za mąż za Michała Kazimierza Radziwiłła, ówczesnego ordynata nieświeskiego. Po śmierci jej syna z pierwszego małżeństwa Aleksandra Janusza Zasławskiego w 1682 roku, właścicielką klucza staje się siostra Aleksandra Teofila Ludwika. W roku 1683 wychodzi ona za mąż za Józefa Karola Lubomirskiego, koniuszego koronnego. Dzierżawcami klucza wiewióreckiego lub jego części stają się w tym okresie Kazimierz Trzemeski, Gabriel Trzemeski, Aleksander Modrzejewski, Marcin Paszkowski, Jacek i Helena z Rogowskich Milkowscy, Andrzej Reklewski. „W latach 1702–15 przewalały się wojska szwedzkie, saskie, polskie, rosyjskie”. W 1709 roku kolejnym spadkobierca klucza zostaje syn księżnej Teofilii z Zasławskich Lubomirskiej Aleksander Dominik Lubomirski. Wiadomo, że w 1711 roku przez dobra klucza wiewióreckiego przeszły wojska moskiewskie i Kozacy, a także zdarzyły się większe pożary, co miało wpływ nie tylko na dochody właścicieli, ale i na życie miejscowej ludności. Po śmierci Aleksandra Dominika Lubomirskiego, w 1720 roku, jego majątek wraz z kluczem wiewióreckim przejmuje siostra Marianna, żona Pawła Karola Sanguszki ,,Odtąd klucz ten wchodzi do dóbr sanguszkowskich”.
"Kolejną falę zniszczeń przyniosły lata 1733-1735, a w latach 1768-1769 i w następnych konfederacja barska” Dla mieszkańców klucza wiewióreckiego nastają ciężkie czasy, toczą się spory pomiędzy wysuwającymi pretensje do poszczególnych dóbr właścicielami, dzierżawcy nakładają coraz większe ciężary na chłopów, ponadto w pobliżu walki staczają konfederaci barscy. „Walki z wojskami rosyjskimi toczą się aż sześć lat. Moskale osadzili się na dłuższy czas w Dębicy. Między innymi najcięższe boje toczyli konfederaci nad Wisłoka, w okolicach Przecławia, Rzemienia, a także w okolicach Pilzna „. W 1772 roku rozpoczął się trwający 146 lat okres zaboru austriackiego. Po pierwszym rozbiorze pojawiają się nowe obciążenia mieszkańców wsi w postaci poboru do wojska w 1787 roku w Jazwinach jest 118 domów i 710 mieszkańców. Nasila się również proces rozczłonkowania klucza wiewióreckiego. W roku 1790 właścicielem staje się Karol Gottlieb Litzke który już po czterech latach zmuszony był odsprzedać Wiewiórkę, Róże i Jażwiny łącznie z lasami o powierzchni 800 morgów Janowi baronowi Konopce”. Dobra te w 1804 roku przeszły na syna barona Stanisława z obowiązkiem spłaty rodzeństwa. Oprócz pańszczyzny, danin i kontrybucji na chłopach obowiązek dostaw dla wojska w czasie wojen napoleońskich wszystko to, a także pobór do wojska i epidemia tyfusu brzusznego, miało wpływ na ubożenie wsi. Poprawa sytuacji nastąpiła po roku 1815, Jaźwiny przeszły wówczas na własność Antoniego Konopki, syna Stanisława. W połowie XIX wieku właścicielami Jaźwin byli Jakub Lichtblaum i Salomon Elias.

### Przemiany społeczno gospodarcze po 1846 roku
Chociaż klimat i gleby w okolicach Jaźwin stwarzały „dogodne warunki dla rozwoju rolnictwa, przy ówczesnym jednak stanie techniki rolnej, przy stosunkowo dużym zaludnieniu i bardzo znacznym rozdrobnieniu gruntów oraz przy dużych wahaniach w zbiorach (co wynikało z wpływu warunków naturalnych) przeciętne gospodarstwo chłopskie w zasadzie nigdy nie dysponowało nadwyżkami”. Miało to wpływ na poziom życia ludności szczególnie, gdy w latach 1785-1864 liczba mieszkańców Galicji wzrosła aż o 50%, osiągając liczbę 4 734 tys. Pomimo symptomów rozwoju gospodarczego panował ogólny zastój Okolice Dębicy słynęły z tkactwa, w Pilźnie prężnie działali szewcy, a między innymi w Jaźwinach działały huty szkła. Tragiczną sytuację ludności wiejskiej pogarszała uciążliwa pańszczyzna i złe traktowanie chłopów. W „Borowej, w Jaźwinach, w Pustyni Strzegocicach, długo pamiętano lochy piwniczne, dokąd dziedzic wrzucał chłopów”. Sytuację na wsi dodatkowo zaostrzyła klęska głodu z 1845 roku. W lutym następnego roku wybuchła rabacja chłopska. ,,Pod wpływem zachęty ze strony władz austriackich Tarnowskie stało się centrum tych wydarzeń. Na kilkaset najść na dwory w całej zachodniej Galicji w Tarnowskiem odnotowano ich około 140, głównie od Tarnowa po Dębicę, Ryglice i Smarżową. Na 1100 zabójstw dokonanych przez chłopów całej Galicji 750 osób zamordowano w Tarnowskiem. Dopiero po zlikwidowaniu rewolucji krakowskiej władze austriackie przystąpiły do pacyfikacji wsi. Ostatecznie dokonano tego w 1848 roku, przy czym szczególnie oporni byli chłopi w Wiewiórce, Róży i Niedźwiedzy”. Na prowokację władz austriackich zareagowali przede wszystkim biedniejsi chłopi, wyrobnicy, zagrodnicy i służba folwarczna. Ci zazwyczaj pod kierownictwem urlopowników, wysłużonych wojskowych szli pierwsi na dwór. Nie pozwalali jednak, aby pozostała ludność siedziała spokojnie. Chłopi zmuszali wszystkich do wychodzenia i brania udziału w napadach”. Żywiołowość rabacji można tłumaczyć warunkami ekonomicznymi, wpływ na szybkie rozprzestrzenienie się wystąpień chłopskich miała także rodzaju psychoza, która ogarnęła ludzi pod wpływem pogłosek o przygotowanej rzezi chłopów i pod wpływem głodu, który dawała się we znaki ludności”. Zmasowane napady na dwory i plebanie w 1864 roku w okolicach Czarnej miały miejsce 19 lutego. W samych Jaźwinach nikt jednak wtedy nie zginął. Okrucieństwem rabacja prześcignęła „żakierie francuskie i wojny chłopskie niemieckie. W bezmyślności swojej stała się ona szatańskim narzędziem biurokracji austriackiej” musiała też pozostawić głęboki ślad w świadomości ludności wiejskiej.
Po roku 1846 okolice Jaźwin dotknęła klęska głodu, choroby zakaźne, a wśród nich cholera. Według zachowanych zapisów 1848 roku w Róży zmarło 16 osób, w Starej Jastrząbce setki i 1/3 mieszkańców Jaźwin”. Świadkowie tamtych wydarzeń relacjonują: „Po wsiach wszystko wyglądało ponuro i zgrozą przejęte. Strach jakiś opanował nasz lud, oprócz tego nie do opisania nędza, głód, jakaś zaraza. Aż strach nas przejmował i żal ściskał serca, gdy wszędzie na gościnach, po rowach, po polach, pod plotami i chałupami widzieliśmy trupów to konających z niedostatku, głodu i nędzy”. Klęska cholery, która dotknęła prawie wszystkich mieszkańców, pojawiła się w tych okolicach jeszcze w 1873 roku. Zmarłych nie chowano na cmentarzu w Zasowie (aby ograniczyć możliwość zakażeń), ale na tzw. cmentarzach cholerycznych. Jeszcze po ostatniej wojnie istniały resztki takiego cmentarza, na rozstaju dróg polnych pomiędzy Różą i Jaźwinami”.
Zniesienie pańszczyzny w 1848 roku radykalnie zmieniło stosunki społeczne na wsi galicyjskiej. W tym okresie w powiecie pilzneńskim do właścicieli ziemskich należało 37% ziemi. „Trzeba jednak pamiętać, że uwłaszczenie chłopów w 1848 roku dało chłopom na własność ziemie gorszej kategorii. Ziemia ta była w dużej mierze rozdrobniona (i proces ten stale się pogłębia), wreszcie dwory w przeciwieństwie do wsi dysponowały dużymi kompleksami lasów, lak i pastwisk”. Często chłopi, którzy nie byli w stanie utrzymać gospodarstw zmuszeni byli korzystać z usług lichwiarzy żydowskich lub zapożyczali się u panów. W konsekwencji „zniesiona pańszczyzna wróciła pod zmienioną postacią”. W połowie XIX wieku przeciętne gospodarstwo chłopskie wynosiło ok. 13 morgów. W latach 1869–1900 nastąpił gwałtowny wzrost chłopskich posiadaczy ziemi. „Głód ziemi częściowo zaspokajała parcelacja upadających folwarków - szczególnie w latach 1902-1912, kiedy to wielka własność utraciła prawie 24% ziemi, rozparcelowanej i sprzedanej głównie nabywcom chłopskim”. Konstanty Łubieński, opisując wspomniany proces na przykładzie majątku w Zasowie, stwierdza: ,,ten kiedyś duży majątek o obszarze 5000 morgów, za życia mego ojca na skutek spłat rodzinnych, szerokiej działalności społecznej i zniszczeń po pierwszej wojnie światowej, zmalał do 180 ha. A więc była to resztka”
W końcówce burzliwego XIX wieku pojawiły się symptomy nadchodzących zmian, które miały wpłynąć na ewolucję świadomości wsi galicyjskiej. „Jeszcze w latach osiemdziesiątych XIX wieku chłop w okolicach Tarnowa nazywał siebie 'cesarskim' a Polskę kojarzył z pańszczyzną i uciskiem. Wiedza o przeszłości historycznej była znikoma, pamięć roku 1846 żywa, ziemiaństwo w chłopach widziało spadkobierców Szeli. Wszystko to ułatwiało administracji austriackiej szerzenie wśród chłopów kultu dynastii habsburskiej; analogiczną rolę spełniała służba wojskowa. Z czasem praca oświatowa i propaganda polityczna prekursorów ruchu ludowego wpłynęła na zmianę tych zapatrywań. Lata dziewięćdziesiąte XIX wieku przyniosły poważne zmiany w układzie sił politycznych, zwłaszcza, że w 1895 roku powstało Polskie Stronnictwo Ludowe”. Aktywnie działały Kasy Stefczyka, do których należało 320 000 chłopów. Duże znaczenie, również dla Jaźwin, miało uruchomienie połączenia kolejowego z Tarnowa do Lwowa i powstanie w Czarnej stacji w 1860 roku. Wspomina Stanisław Piróg: „tory kolejowe, po których pędziła żelaźnica' zaczęły kształtować pewien charakter miejscowości. Było to już małe okno, do którego zaczęto zaglądać, by wybrać się w świat”. Obok stacji zagospodarowali się żydzi, powstał duży 'zajazd' prowadzony przez Żyda Wachtela. Tu koncentrował się skup cieląt i wysyłka do Wiednia; kupcy - 'kuloni' również z Czarnej wysyłali żywe wieprzaki do Wiednia”. Jak zauważa Andrzej Chwalba, „Galicja coraz więcej eksportowała, zwłaszcza bydło, konie, nierogacizne i drób. Wartość eksportu jaj i drobiu w 1900 roku była wyższa od eksportu galicyjskiej ropy. Wyrazem zmian był dwukrotny w latach 1900-1910 wzrost ceny ziemi”.
Słownik Geograficzny Królestwa Polskiego z 1882 roku podaje że wieś Jaźwiny w powiecie pilzneńskim, leży „w okolicy równej, po krytej sosnowemi lasami” na północ od stacji kolejowej w Czarnej. Według autorów słownika w Jaźwinach mieszkało w tamtym okresie 852 katolików, należących do parafii rzymskokatolickiej w Zassowie (obecnie Zasów) Słownik wymienia również większa posiadłość ziemska w Jaźwinach, należąca do Wiktora Zbyszewskiego oraz fakt posiadania przez wieś gminnej kasy pożyczkowej”.  Ze względu na znaczną odległość od kościoła parafialnego w biskup tarnowski Leon Walega utworzył w Czarnej ekspozyturę parafialną w 1904 roku, która w 1925 roku została przemianowana na odrębną parafię. Biskup Wałęga „już w pierwszym roku pasterzowania w czasie wizytacji pasterskiej dekanatu tuchowskiego i tarnowskiego przekonał się, że głównym środkiem uintensywnienia duszpasterstwa jest podział wielkich parafii i tworzenie nowych parafii, względnie ekspozytur”. Zarys dokumentu erekcyjnego z 1904 roku wspomina, że „mieszkańcy gminy Czarna zakupili dawny młyn i przebudowali go na kościół i podarowali na rzecz utworzyć się mającej przy nim samodzielnej ekspozytury parcele”. Wraz z Czarną nowa ekspozyturę, a następnie parafie tworzyły wsie: Golemki, Jawornik Stary, Jaźwiny i Żdżary.
Wiele dokumentów z początku XX wieku nie przetrwało próby czasu. Zadecydowały o tym pożogi, jakie przyniosły pierwsza i druga wojna światowa. Pewną charakterystykę ludności zamieszkującej Jaźwiny i okolice w pierwszych dekadach XX wieku przynosi korespondencja ks. Jana Miki z Kurią Diecezjalną w Tarnowie z 1913 roku. Proboszcz z Czarnej relacjonuje w niej między innymi: „Obyczaje parafian dobre, ciężkich wpadających w oczy występków nie ma. Dni święte tj. niedziele i święta przestrzegane starannie, lud rano licznie gromadzi się w Kościele na Kazanie i Sumę, popołudniu na Nieszpory. Rodzice posyłają pilnie dzieci na szkoły na naukę religii, dla nie uczęszczających do szkoły i innych, którzy na szkoły przestali uczęszczać nauki w Kościele. (...) Co do polityki, a zwłaszcza obioru posłów, ludność tutejsza, zresztą w całym powiecie trzyma się tak zwanego Ludowego Stronnictwa, pojęcia należytego o obowiązkach wyborcy nie posiada”. Ksiądz Mika zaznacza również, że „przeważnie ludność tu biedna”, w parafii nie ma szpitala jedynie ochronka połączona ze szkołą ludową, prowadzone przez siostry służebniczki ze Starej Wsi oraz kasa parafialna systemu Raiffeisena. Korespondencję kończy cenna uwaga: „Starsi parafianie nie piśmienni młodsza generacja pisze i czyta wszystko, a w parafii czytają te pisma: 'Prawdę' Krakowską, lwowską 'Gazetę Niedzielną', 'Ojczyznę' Krakowską, a jest niestety i kilka numerów 'Przyjaciela ludu'”.  Kolejny proboszcz Czarnej, ks. Michał Grotowski, dostarcza kolejnych ważnych danych dotyczących między innymi Jaźwin. W sprawozdaniu wysłanym do Kurii Diecezjalnej w Tarnowie informuje, że w parafii działają bractwa: Różańca żywego, Apostolstwa Modlitwy Komunii wynagradzającej oraz stowarzyszenia: Papieskie Dzieło Rozkrzewiania Wiary, a także Akcja Katolicka. Zaznacza również, że na terenie parafii działały dwie dwuklasowe szkoły w Czarnej i właśnie w Jaźwinach. Podaje również, że w tym czasie w Jaźwinach mieszkało 884 katolików, a w całej parafii Czarna 62 żydów.

### I wojna światowa
"Wyzwolenie spod austriackiej dominacji mieszkańcy Jaźwin musieli okupić kolejnymi ofiarami. Wojska rosyjskie zajmowały okolice w październiku i listopadzie 1914 roku. Armia rosyjska ,,konfiskowała konie, zabierała zboże i siano dla koni”. Trzynastoletnia wówczas Julia Kłusek tak wspomina początek I wojny światowej w Jaźwinach: zaraz na początku, przyszły wojska rosyjskie i stacjonowały w naszej okolicy. Zatrzymały się u nas siedem dni, a następnie poszły na Kraków, ale nad Dunajcem, za Tarnowem Austriacy sprawili im solidne lanie i zmusili do cofnięcia. Część wojska rosyjskiego podczas odwrotu obwarowała się w sąsiedniej wsi w kościele i tam rozegrała się jedna z bitew. Niedługo jednak przyszli znowu i wtedy zostali na siedem całych długich miesięcy. Dzień i noc nie kończącym się korowodem szły zaprzęgi końskie ciągnąc za sobą armaty, za nimi jechały wozy z żywnością, amunicją, paszą -  wokół słychać było tylko potężne dudnienie, jakby za chwile ziemia miała się rozstąpić i pochłonąć cały ten złowieszczy korowód, od którego czuło się tchnienie śmierci. Najpierw pojawiali się Kozacy. Odznaczali się nieprawdopodobnym okrucieństwem, paląc całe wsie, rabując i mordując. Początkowo zostawiali ludziom choć po jednej krowie na wielką rodzinę, zabierali. Ale wkrótce i te ostatnie krowiny - żywicielki odbierali, odbierali także konie, wycinali w pień cały żywy inwentarz. A czego nie mogli zabrać, to niszczyli. Zboże złożone w snopkach wyciągali ze stodół i rozrzucone, po podmokłych łąkach z nie wykoszoną trawą, tratowali końmi”. Po ofensywie austriacko-niemieckiej z maja 1915 roku powrócili dawni zaborcy. I tym razem konfiskowano mienie chłopskie oraz wcielano mężczyzn do wojska. ,,Z naszej miejscowości przepędzono Rosjan i w pobliżu był spokój. Tylko coraz częściej przychodziły wiadomości, kto zginął. Wielu z tej okolicy służyło w 57 regimencie, który został całkowicie rozbity. Z niektórych domów zginęło zdarzało się i ze trzech mężczyzn, bo brano do wojska. wszystkich od osiemnastego do sześćdziesiątego roku życia. Aż pewnego dnia dotarła do nas wiadomość, że wojna nareszcie się skończyła. Nie rozumiałam wtedy, dlaczego starzy ludzie płakali, że cesarz nie żyje i że nikt się nami teraz nie będzie opiekował”. Po zakończeniu wojny w 1918 roku toczyły się walki o Lwów, a następnie wojna z bolszewikami w 1920 roku. Również wtedy dokonywano poboru do wojska i rekwirowano konie. ,,Organizatorem, a nawet dowódca pułku był wówczas Tadeusz Łubieński”.

### Szkoła i ruch ludowy w kształtowaniu postaw patriotycznych
Rozwój szkolnictwa na terenie Galicji rozpoczął się w 1869 roku wraz z austriacka ustawą szkolną, która wprowadzała ,,obowiązkowe nauczanie początkowe dla dzieci od 6 do 14 roku życia oraz nauczanie w języku ojczystym”. Reforma ta nabrała przyspieszenia, „kiedy to wiceprezydentem Rady Szkolnej Krajowej został Michał Bobrzyński. Rzucił on hasło: „w każdej wsi szkoła”. W związku z tym w 1900 władze powiatowe zarządziły budowę szkoły. Niestety, ludność miejscowa odmówiła, obawiając się ciężarów związanych z tą budową. Stanisław Ćwik (jedyny piśmienny w ówczesnym czasie) namówił Żyda Jankiela Blubnera, który prowadził kancelarię gminną, do napisania uchwały Rady Gminy, wyrażającej zgodę na podjęcie budowy szkoły. Wójt Józef Bartnik nieświadomie przypieczętował dokument i rozpoczęto kopanie fundamentów. Budynek został wzniesiony w 1902 roku.
Standardy życia ówczesnych uczniów niewątpliwie znacznie odbiegały od dzisiejszych realiów. Bicie dzieci w szkole i domu oraz zmuszanie ich do ciężkiej pracy było pewną normą. W okresie dwudziestolecia międzywojennego szkoła zmieniła jednak znacznie swoje oblicze. Duży nacisk położony został na kształtowanie postaw patriotycznych. Urodzona w Jaźwinach w 1917 roku Bronisława Trzaskuś (córka Mikołaja Kuska) wspomina: „w latach szkolnych bardzo cieszyłam się świętem 3 maja, a także Bożem Narodzeniem. Na uroczystość 3 maja przygotowaliśmy chorągiewki, uczyliśmy się różnych wierszyków, aby je później deklamować. Do kościoła szliśmy parami z chorągiewkami w ręce idąc 5 km. Po powrocie w szkole były różne występy, na których byli też obecni rodzice, a także i ludzie starsi. Ojciec mój też brał udział wraz z nauczycielami jako przewodniczący szkoły. Nauczyciele w przemówieniach mówili co to jest Konstytucja 3 maja”. Atmosferę, jaka panowała w szkole w Jaźwinach, dobrze pamięta urodzona w 1924 roku Zofia Nowak (z domu Para). W parterowej szkole z małą wieżyczką kierownikiem był Andrzej Szybist, który uczył też śpiewu i grał na skrzypcach. Nauczycielkami były Topolska i Żiszko. W szkole organizowano przedstawienia, jasełka". Kierownikami szkoły byli kolejno Karol Wnęk (1910-1912), Andrzej Szybist (1913-1938) i Jan Domosławski (1938-1943).
Obok szkół powszechnych ducha patriotyzmy we wsiach Zasowszczyzny kształtowały: ,,kościoły, Związek Strzelecki, później „Strzelec”, miejscowe kółka organizacji społecznych PSL-SL oraz młodzieżowych Wici', ochotnicze straże pożarne i inne. Propagowano w nich miłość i oddanie dla Ojczyzny, szacunek i miłość dla swojej armii. Starano się pogłębić znajomość tradycji oręża polskiego oraz zagadnień związanych z obronnością kraju”.
Ludowcem, który miał szczególny wpływ na wychowanie młodego pokolenia w Jaźwinach, był urodzony w 1884 roku Mikołaj Kusek. Jak wspomina jego córka, Bronisława Trzaskuś, odegrał on dużą rolę w Jaźwinach jeszcze za czasów rozbiorowych. ,,W tym czasie za rządów Austriaków była wielka bieda, a przeważnie na wsi. Z tego powodu ludzi młodych zmuszonych było wyjeżdżać za chlebem za granicę, a najczęściej do Ameryki. Ojciec jako jedyny umiejący pisać i czytać został ajentem firmy emigracyjnej angażującej młodych ludzi do pracy na wyjazd do Ameryki. Wyjazd był nielegalny. Mikołaj Kusek otrzymał od firmy niemieckiej karty okrętowe in blanco, które następnie wypełniał. W ten sposób wysłał wielu kolegów i znajomych z Jaźwin, Jastrząbki, Róży, Borowej i Czarnej. Dlatego mając znajomych w Ameryce zaproponował im pomoc w budowie Domu Ludowego”. Wiemy dziś, że emigracja miała duże znaczenie dla stosunków własnościowych w Galicji. Gdy emigracja „przybrała na sile, zaczęły napływać obficiej niż w innych zaborach zasiłki od krewnych z Ameryki na nabycie ziemi. Parcelacja w latach 1852-89 objęła średnio rocznie 7,7 tys. ha, w następnych latach średnio 11 tys. ha, a w latach 1902-12 średnio 25,3 tys. ha rocznie. W rękach chłopów znajdowało się tu 66% użytków rolnych, 28% przypadało na wielką własność prywatną, a 6% na publiczną”. W Jaźwinach, dzięki pomocy z Ameryki, udało się jeszcze więcej, wybudowano bowiem Dom Ludowy. W 1925 roku poświęcono i wmurowano kamień węgielny, budowę zaś ukończono już w 1926 roku. „W Domu Ludowym odbywały się zebrania, różne imprezy, zabawy, przedstawienia, opłatek lub jajko. Powstała też biblioteka, z której dużo korzystałam, bo lubiłam czytać”. Znajdowały się w nim również sala sportowa, sala zebrań, a także sklep. ,,Ojciec pracował z młodzieżą i założył Koło Młodzieży 'Wici'. Zebrania odbywały się w szkole, a władze odgórne sprzeciwiały się temu i zaproponowano, aby przekształcić je na Koło Młodzieży Polskiej. Ojciec Mikołaj Kusek nie wyraził na to zgody i władze odmówiły sali na zebrania. Ojciec był wielkim ludowcem, lubiał czytać gazety. Pamiętam, że prenumerował gazetę 'Piast'. Starszych ludzi na wsi nie było piśmiennych, z tego powodu chodzili do ojca ludzie, a on im opowiadał o wiadomościach”.
O wpływie ludowców na życie mieszkańców Jaźwin świadczy fakt, że utworzono tutaj prężnie działające koło „radykalnego ruchu Związku Młodzieży Wiejskiej Rzeczypospolitej Polskiej Wici”. W okresie międzywojennym we wsiach powiatu dębickiego gościł również Wincenty Witos. ,,Jak się chłopi dowiedzieli, że Witos będzie przemawiał szli gromadami, wszyscy także kobiety i starcy. Pewien adwokat z Pilzna chodził na wiece Witosa, bo on ciekawie mówił. Bardzo często przyjeżdżał w towarzystwie działaczy ludowych, wtedy Witos przemawiał drugi. Chłopi niecierpliwie czekali, kiedy zacznie mówić Witos. Nawet największe sale nigdy nie mieściły zebranych, gdy przemawiał Witos” Wielkim wydarzeniem w Jaźwinach był wiec witosowski zorganizowany w 1932 roku przez Mikołaja Kuska. ,,Plac i trybuna cale były w zieleni i kwiatach, a wóz drabiniasty, którym go wieziono okolony był kosynierami na koniach. Ludowcy w strojach ludowych, dziewczęta i chłopcy po krakowsku wszyscy tak pięknie się prezentowali. Było śpiewanie pieśni i recytacja wierszy. A kiedy kapela ludowa zagrała i zaśpiewała 'Jeszcze Polska nie zginęła', to wzruszeni byli wszyscy. Miałam wtedy czternaście lat, a ten obrazek i to wzruszenie pamiętam do dzisiaj”. Wiemy, że na wiec, który tak mocno wyrył się w pamięci młodej dziewczyny, przybyło około 7 tysięcy osób. „Panowały wtedy ostre nastroje antysanacyjne, na wiece ściągały coraz liczniejsze tłumy. Witos w swoich wystąpieniach ostro krytykował sanację, wytykając brak samorządności. Mówił, że są u nas ludzie bardzo radykalni, ale większość z nich poszła do sanacji. Doświadczenie historyczne uczy, że wielkich rewolucji dokonuje się przy pomocy chłopów ale wykorzystują je inne grupy społeczne. Toteż chłopi muszą być przygotowani, aby nie dać się wykorzystać”. Trudna sytuacja, która miała bezpośredni wpływ na podgrzewanie nastrojów rewolucyjnych wśród chłopów, zaczęła się poprawiać z chwilą rozpoczęcia budowy zakładów przemysłowych w Dębicy i Mielcu w ramach rozwoju Centralnego Okręgu Przemysłowego”.

### II wojna światowa
Aleksander Kabara opisujący pierwsze lata okupacji na ziemi Zasowskiej konkluduje: Zagrożenie narodowego bytu zrodziło na ziemi dębickiej, podobnie jak w całej okupowanej Polsce, powszechne dążenie do przeciwstawienia się bandyckim zamierzeniom. Od pierwszych dni okupacji społeczeństwo powiatu dębickiego stawiało opór i wrogo odnosiło się do administracyjnych i policyjnych władz niemieckich. Przejawem tego było ukrywanie broni, aparatów radiowych, organizowanie ucieczek i pomocy aprowizacyjnej żołnierzom rozbitej Armii Polskiej, ukrywanie osób zagrożonych”. o zaangażowaniu mieszkańców Jaźwin w ruch oporu podczas II wojny światowej świadczyć może świadczyć może liczba żołnierzy działających w partyzantce. Jaźwiny znajdowały się w rejonie działań Placówki Zasów - „Zapalnik”. W jednostce tej, która wzięła udział między innymi w Akcji Burza służyli pochodzący z Jaźwin: Jan Augustyn ps. ,,Słowik”, Jan Augustyn ps. Topola”, Ludwik Augustyn ps. ,,Kruk”, Stanisław Augustyn ps. nieznany, Władysław Augustyn ps. ,,Dąb”, Antoni Burek ps. nieznany, Jan Ćwik ps nieznany, Józef Ćwik ps. nieznany, Tadeusz Ćwik ps. nieznany, Stanisław Ćwik ps. „Wiarus”, Stanisław Erazmus ps. nieznany, Gerwazy Fiołek ps. nieznany, Stanisław Garstka ps. yes, Tomasz Garstka ps. Siekacz”, Aniela Głowacz ps. nieznany, Stanisław Głowacz ps nieznany, Sylwester Kłusek ps. „Grot”, Tadeusz Kołek ps. nieznany, Franciszek Kuca ps. nieznany, Jan Kusek ps. „Olinowski”, Jan Kusek ps. nieznany, Józefa Kusek ps. nieznany, Edward Lovrencie ps nieznany, Tadeusz Lovrencie ps. „Wiewiórka”, Józef Mikosz ps. nieznany, Michał Mikosz ps. nieznany, Stanisław Niemiec ps. nieznany, Jan Para ps. nieznany, Julia Para ps. nieznany, Stanisław Pluta ps. nieznany, Józef Rosin ps. nieznany, Jan Skarbek ps. ,,Stodoła”, Jan Ścichoń ps. nieznany, Teofil Trzaskuś ps. nieznany, Władysław Wałęga ps. ,,Gwóźdź”, Mieczysław Waśko ps. nieznany, Czesław Wielgus ps. nieznany, Władysław Wielgus ps. ,,Bak”, Stanisław Żydek ps. nieznany. Sylwester Kłusek ps. ,,Grot” wspomina: „Wiedzieliśmy że front wschodni szybko zbliża się w kierunku naszego stacjonowania. Zastanawiamy się jaką rolę my mamy odegrać po dojściu frontu. Ciągle mamy ćwiczenia. Nawiązana została łączność ze wszystkimi wioskami należącymi do obwodu Dębica. Przez jakiś czas bylem łącznikiem pomiędzy dowódca placówki 'Zapalnik' a dowódca plutonu we wsi Jaźwiny. Dowództwo placówki mieściło się w majątku hrabiego Łubieńskiego w Zasowie. Dowódcą był wachmistrz podchorąży hrabia Łubieński pseudonim 'Iwo'. Dowódca plutonu we wsi Jaźwiny był sierżant Stanisław Ćwik pseudonim „Wiarus”. Codziennie jeździłem rowerem do dowództwa po rozkazy około 8 km. W czasie moich służb nic szczególnego się nie wydarzyło. Zbliżał się koniec lipca (1944 r.). Byliśmy na ćwiczeniach koło Radomyśla Starego. W tym czasie jeden z kolegów wróciwszy z dowództwa przyniósł wiadomość, że od tej chwili obwód Dębica ogłasza akcje 'Burza'. Czekamy na dalsze rozkazy. Wracając do wioski dowiadujemy się od sierżanta 'Wiarusa', że jest to ogólna mobilizacja całego kraju. Pod wieczór chłopaki pakują swój ekwipunek i cieszą się, że to już koniec okupacji a zarazem obawa, co dalej. około godziny 22:00 zarządzono zbiórkę i wtedy się, że prawie wszyscy znajomi byli w konspiracji ale jeden o drugim nic nie wiedział. Znali się tylko członkowie małych drużyn”.
Na terenie Jaźwin silne było także Stronnictwo Ludowe (SL), które dysponowało oddziałami zbrojnymi pod nazwą Bataliony Chłopskie. „Wprawdzie SL uznawało konieczność walki z niemieckim okupantem pod jednolitym dowództwem AK, to jednak chciało mieć do dyspozycji swoją własną siłę wojskowa w momencie odbudowy Państwa Polskiego. Stąd niechęć do oddania własnych sił Armii Krajowej. Ponadto, w  trakcie rozmów scaleniowych okazało się, że jakkolwiek oddziały BCh istniały, to jednak nie były zorganizowane pod względem wojskowym. Brak było dowódców, a batalion powiatowy, jako jednostka wojskowa, również nie posiadał swojego dowódcy. Z tych względów rozmowy scaleniowe przeciągały się, a termin scalenia był stale odraczany na wniosek SL”. Do scalenia doszło jednak w kwietniu 1944 roku. Doszło wtedy do zjazdów dowódców BCh w Jastrząbce Starej i w Wielopolu Skrzyńskim. ,,Trzeci zjazd odbył się w m. Jaźwiny, przy udziale 'Jawora', ppor. „Groma” i kpt. 'Obucha' ze strony BCh oraz ppor. 'Rysia' wachm. pchor. „Iwo” ze strony AK. Przysięgę odebrał kpt. Rygiel”.
Z pomocą partyzantom przychodziła miejscowa ludność. „Do dyspozycji partyzantów oddawano domy i mieszkania. Udzielano schronienia ściganym, organizowano różnego rodzaju zbiórki pieniędzy żywności, ciepłej odzieży, kożuchów, butów, rękawic, bielizny oraz koców”. W posiadłości Łubieńskich znajdował się magazyn broni, aktywni byli również księża z okolicznych parafii: ks. Stanisław Wilk, ks. Michał Grotowski, ks. Piotr Rajca, ks. Stefan Jaworski i ks. Leopold Krawczyk.
II wojna światowa powoli dobiegła końca. ,,Od początku roku 1943, tj. klęski pod Stalingradem, Niemcy byli już w odwrocie. Wywołało to u nich wściekłość wyrażającą się w pacyfikacjach, potem nawet pewne zmniejszenie terroru z dala od frontu. (...) Niemcy postanowili się wzorem I wojny światowej bronić na linii Narew-Wisła-Wisłoka-Karpaty. Walczyli znów zacięcie, tym bardziej, że na naszym odcinku były oddziały cudzoziemskie SS. Ważna dla nich była linia kolejowa z Dębicy do Tarnobrzega. Mieli oparcie w lasach i obozie w Pustkowie. (...) Około 20 sierpnia (1944 r.) ruszyła sowiecka ofensywa. Byłem wtedy w kościele w Zasowie. Nastąpił tak ogromny huk, że ciężkie, okute, wielkie drzwi kościoła zatrzęsły się z łoskotem. Słychać było wystrzały armatnie, terkot karabinów maszynowych i wybuchy granatów. Niemcy tymczasem gromadzili czołgi i ustawili je w lasach otaczających Czarną”. 22 sierpnia Rosjanie byli w Wiewiórce ,,Szpica bowiem, która szła na Wiewiórkę dotarła nawet do Czarnej. Ale Niemcy uderzyli na nich z obu stron, czołgami ustawionymi w lasach z całego oddziału uratował się tylko jeden żołnierz, który ocalał, jak opowiadał, przykryty ciałami poległych towarzyszy. Niemcy kontratakowali. Zacięte boje staczano na polach kolo granic Wiewiórki, Róży i Borowej. Tam miała poderwać do boju krasnoarmiejców sanitariuszka. Niemcy oparli się na linii Grabiny, Głowaczowa, Borowa, Róża i Jastrząbka. Na zapleczu mieli lasy”.
Front jednak zatrzymał się. Zofia Nowak wspomina: „front stał pół roku, ludzie poszli na wysiedlenie gdzie kto mógł do obcych ludzi pod Tarnów, trochę było ludzi w lesie, bo myśleli, że się wkrótce uda wrócić do tych domów, poniszczone były domy popalone”. Bronisława Trzaskuś dodaje zaś: ,,Samoloty tylko buczały w górze, a pociski coraz bliżej spadały. Gdy mamusia weszła z moimi dziećmi spadł pocisk kolo samego wejścia do schronu i ją trochę przysypało jabłkami z jabłoni, co stała obok i lekko ziemią. Na dom rodziców spadła bomba i zniszczyła wszystko, Bogu dziękowałyśmy, że żyjemy i żeśmy wyszły z domu. wszyscy ludzie z Jaźwin uciekli do lasu i tam porobiono schrony. W lesie nas Niemcy wykryli i kazali się spakować. Nasza rodzina uciekła do lasu na Podlesie, tam staliśmy pod gołym niebem. A tych wszystkich, co pozostali to Niemcy wywieźli do Niemiec na roboty, a z nimi też rodzinę męża”. Okupację niemiecką zakończyła dopiero ofensywa wojsk radzieckich w styczniu 1945 roku. Walki frontowe, rabunki i gwałty poczyniły jednak w Jaźwinach ogromne spustoszenie. „Gdy wróciliśmy do domu (...) domu nie było bo Niemcy rozebrali i wywieźli do lasu na bunkry, gdzie tam przebywali podczas frontu. Myśmy zamieszkali w domu męża rodziców, którzy byli wywiezieni do Niemiec na roboty. Dom był pusty i nie było żadnego okna i aby mieszkać trzeba było go doprowadzić do porządku przed wiatrem i deszczem”. O skali zniszczeń, jakich doświadczyły okolice Czarnej, świadczy list ks. Stanisława Nowakowskiego administratora parafii Czarna, wysłany 17 kwietnia 1945 roku do Kurii Diecezjalnej w Tarnowie. „Przybyłem do Czarnej dnia 15 II b.r. Jak mię poinformowano i dało się zauważyć, przebywało w parafii zaledwie 20% ludności. Reszta nie wróciła z powodu zniszczenia. (...) Obecnie ludności przybywa i chociaż o głodzie urządzają ocalałe domy. (...)Ludność biedna, niedożywiona, bez zmienionych pieniędzy”.

### Czasy współczesne

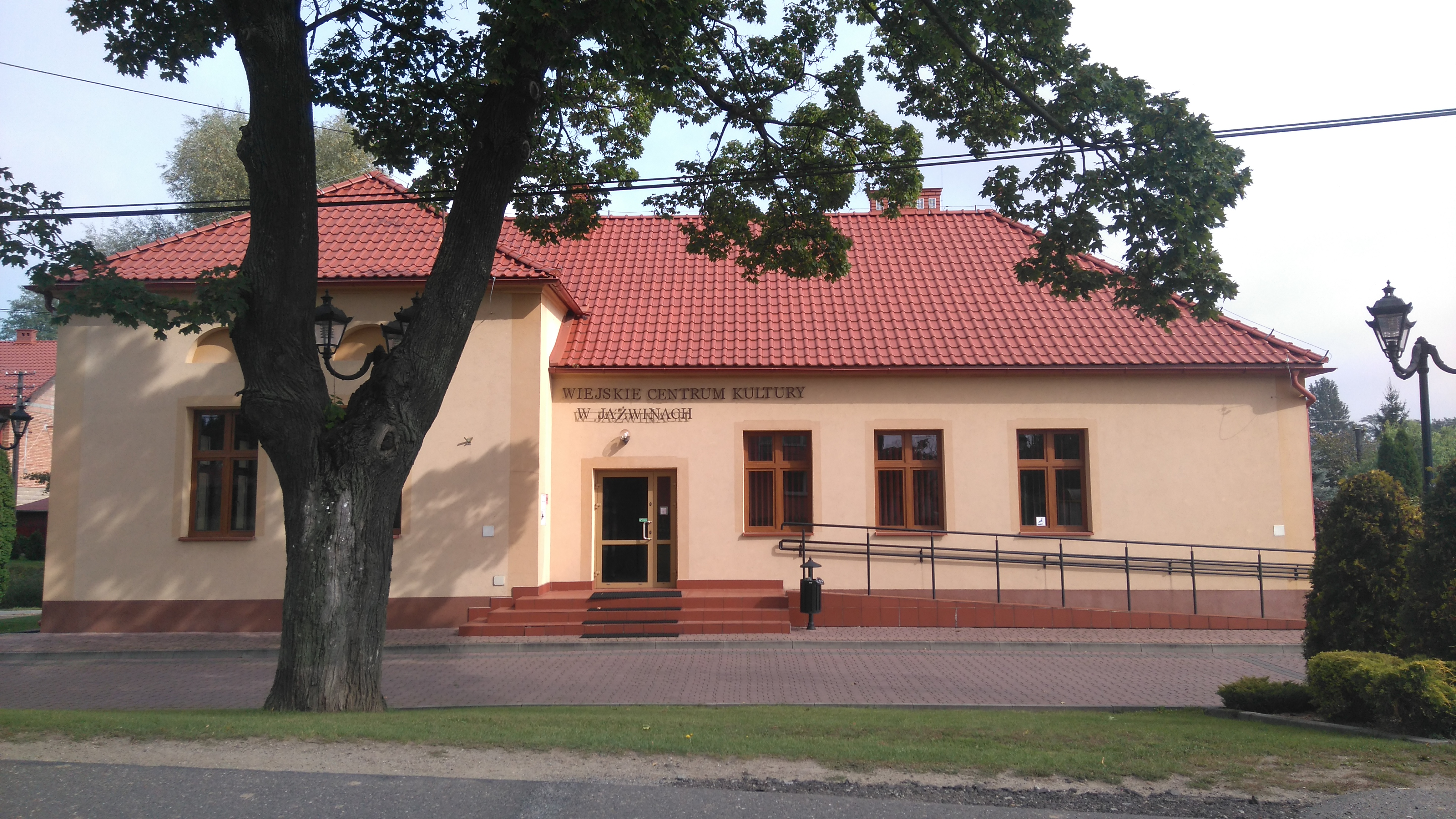
Wiejskie Centrum Kultury w Jaźwinach, 25.09.2016 r.

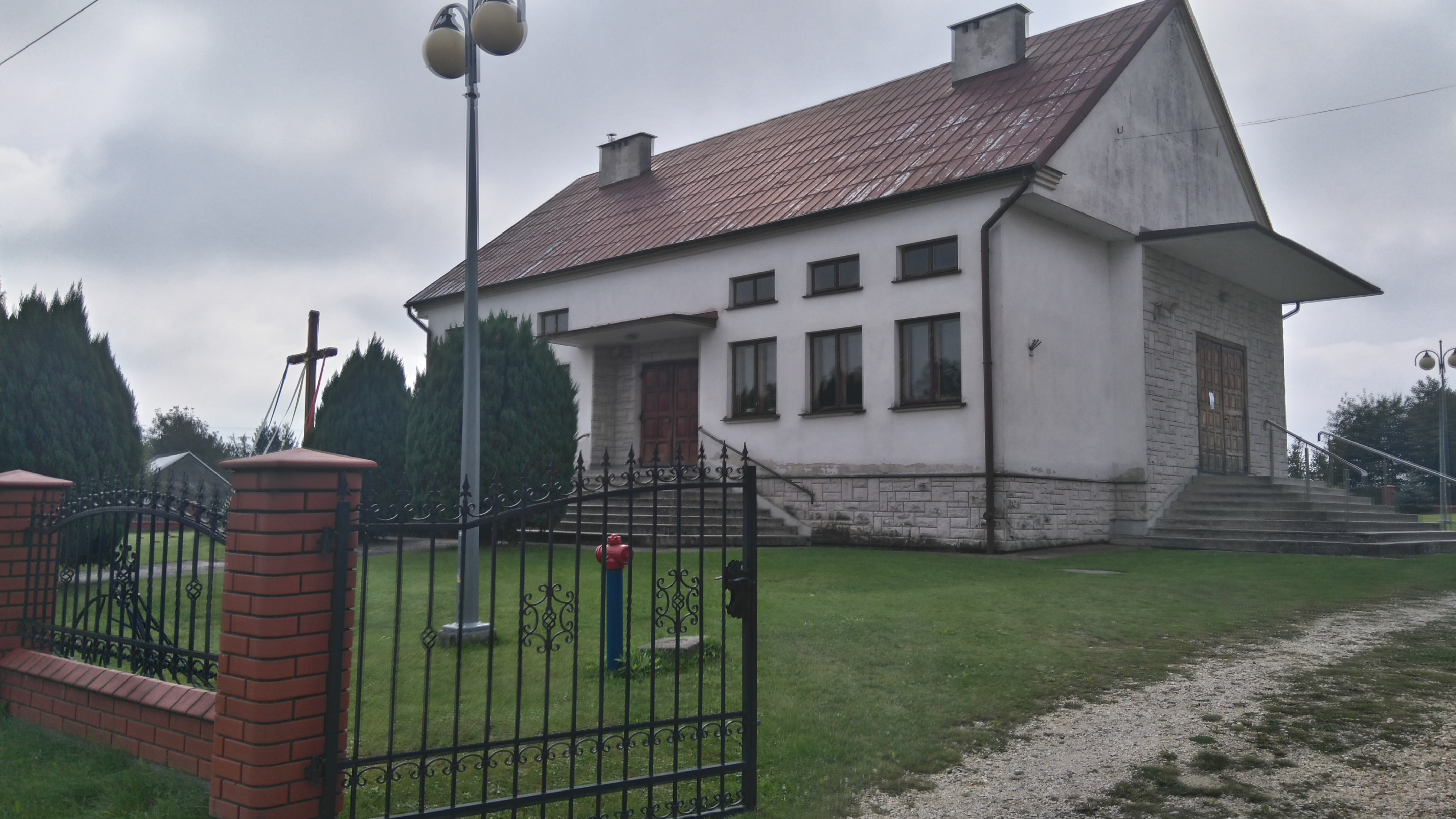
Kaplica w Jaźwinach pw. św. Maksymiliana Marii Kolbego, 25.09.2016 r.

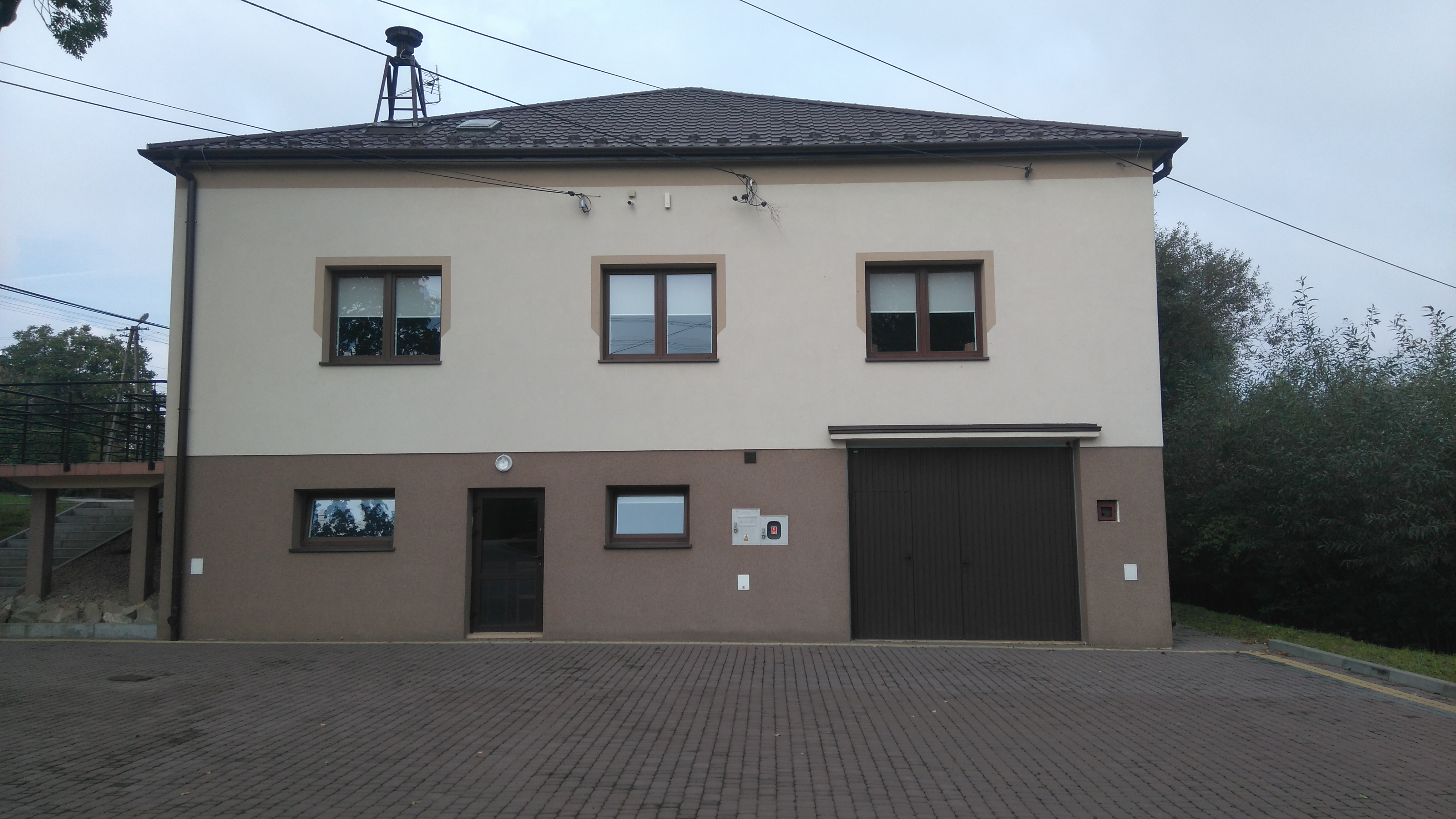
Remiza OSP w Jaźwinach, 25.09.2016 r.

Po II wojnie światowej w 1946 roku Jaźwiny znalazły się w województwie rzeszowskim i pozostały w nim do 1975 roku, kiedy włączono miejscowość do nowo powstałego województwa tarnowskiego. Po reformie podziału administracyjnego w 1999 roku Jaźwiny znalazły się w województwie podkarpackim.
W kwietniu 1945 roku kierownik miejscowej szkoły Jan Kośla przystąpił do odbudowy budynku szkolnego, zniszczonego w czasie działań wojennych. Dzięki zaangażowaniu mieszkańców z sołtysem Stanisławem Głowaczem, wzięła się do pracy. Już 01.09.1945 roku odbyła się inauguracja roku szkolnego 1945/46.
W 2009 po renowacji powstałego w okresie międzywojennym Domu Ludowego oddano go do użytku jako Wiejskie Centrum Kultury w Jaźwinach. 19 września 1982 r. w czasie uroczystej mszy J.E. Ks. Biskup Władysław Bobowski poświęcił kaplicę w Jaźwinach pw. św. Maksymiliana Marii Kolbego, która podlega parafii Matki Bożej Nieustającej Pomocy w Czarnej. 
W 2013 roku oddano do użytku remizę OSP  po gruntownym remoncie. Poświęcenia budynku dokonał ks. proboszcz Stanisław Janusz, a nowy wóz bojowy marki Renault poświęcił kapelan powiatowy OSP Józef Jasiurowski. Prezesem OSP w Jaźwinach jest Marek Wych. Męska drużyna OSP wygrywała 4 razy gminne zawody pożarnicze w 2013, 2015, 2016 i w 2017 roku, a drużyna żeńska raz w 2016.
W 1997 roku otwarto Zespół Szkół w Jaźwinach, a w 2007 roku pracownię komputerową. W tym też roku do szkoły przeniesiono bibliotekę z Domu Ludowego. Dyrektorem jest Lucyna Madura.
Aktywnemu odpoczynkowi sprzyja pobliskie boisko oraz znajdujący się na obrzeżach wsi stadion.

## Zabytki

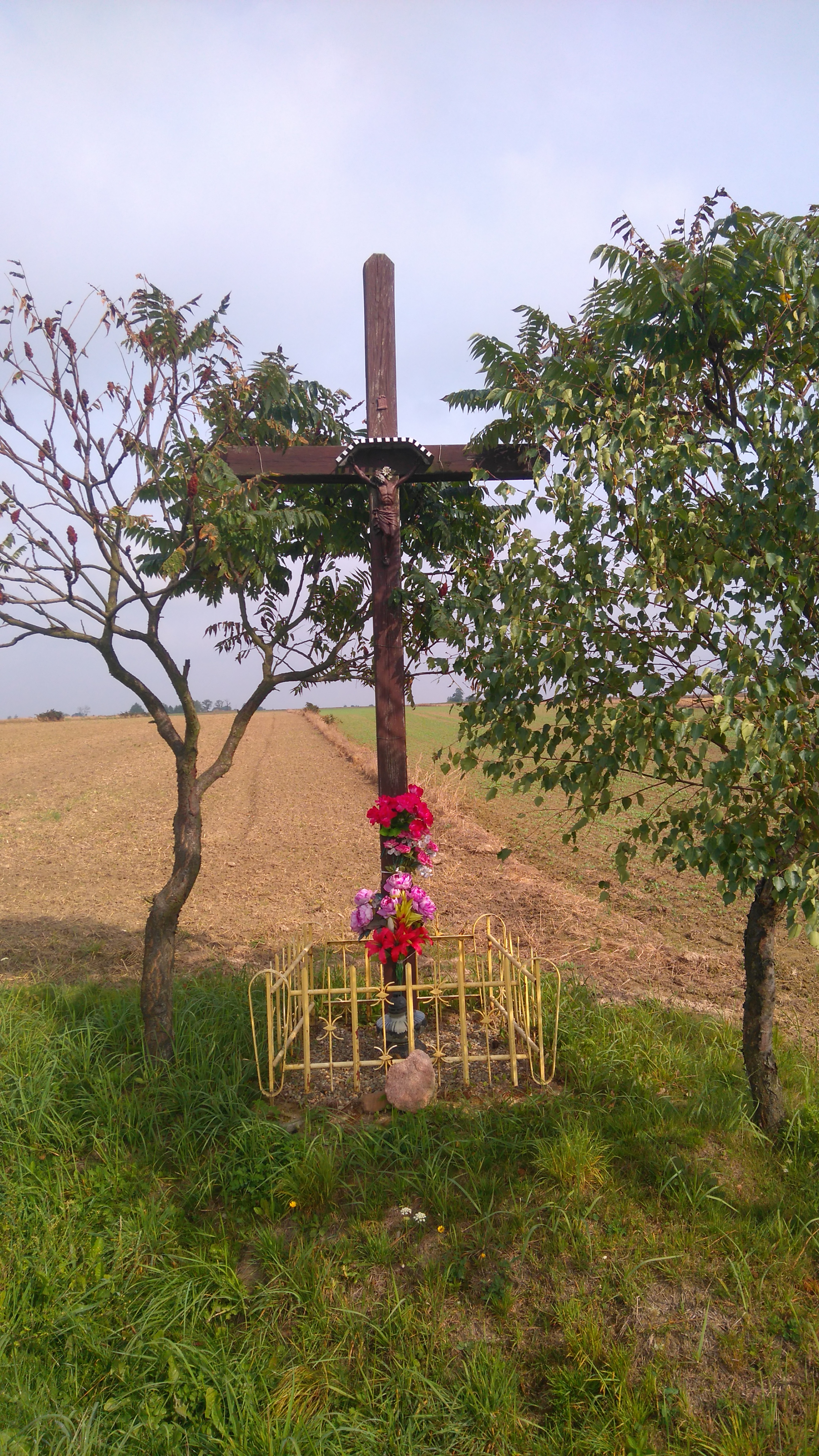
Krzyż przy byłym cmentarzu cholerycznym pomiędzy Jaźwinami, a Różą. 25.09.2016
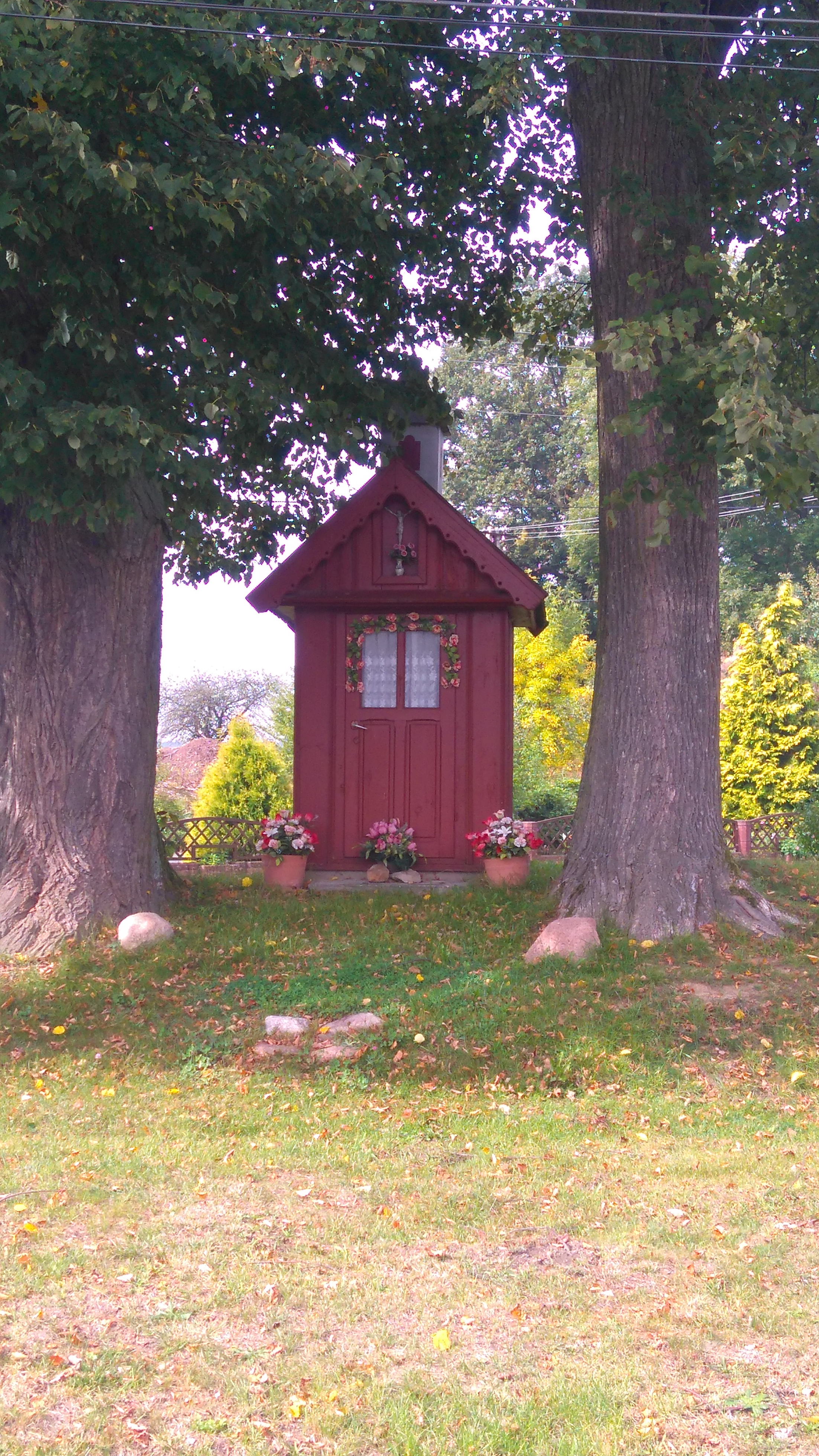
Kapliczka przy drodze do Czarnej
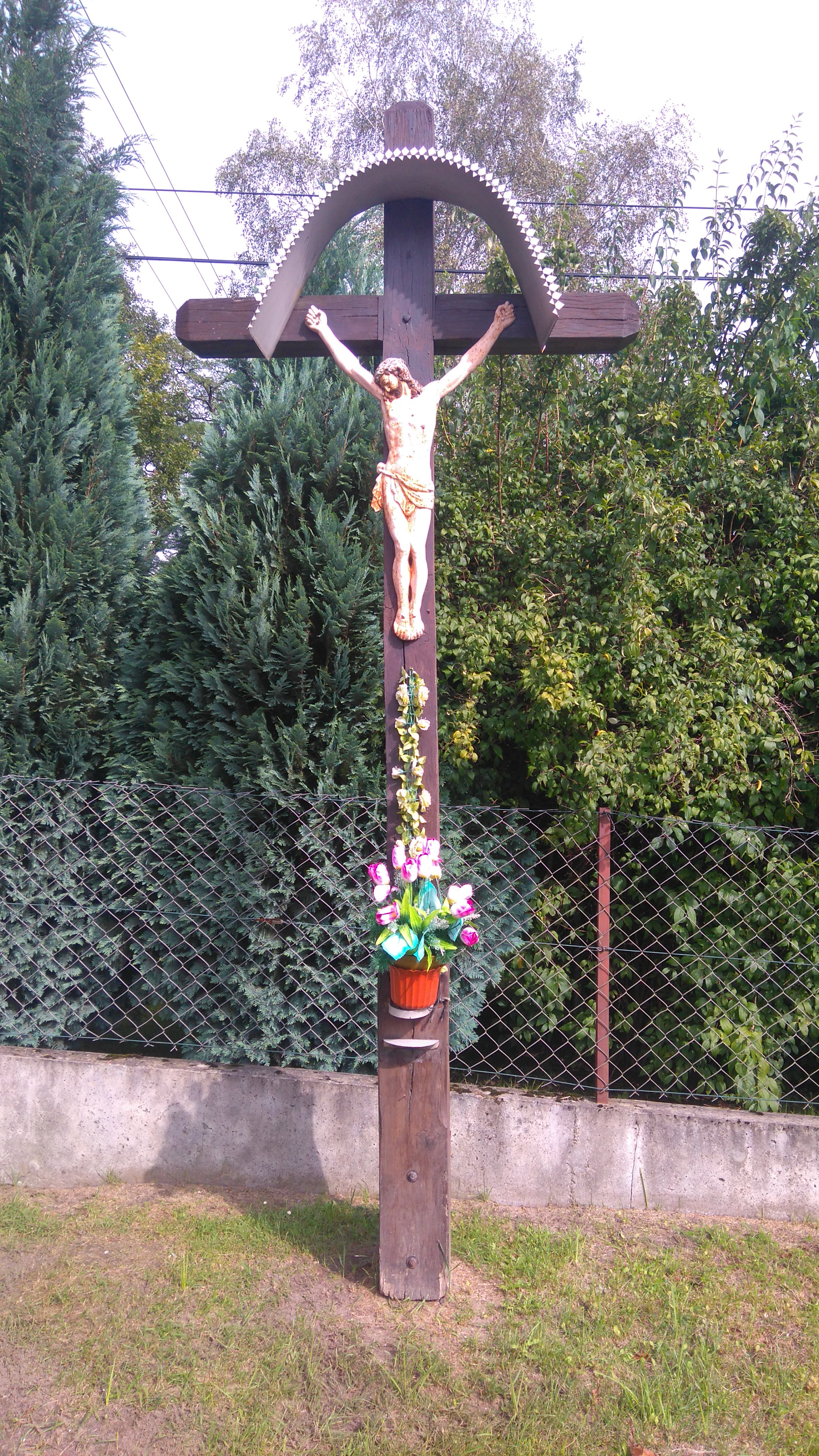
Krzyż przy drodze do Czarnej

W miejscowości Jaźwiny obiektami, które są w ewidencji Wojewódzkiego Konserwatora Zabytków to:
- Kapliczka przy drodze do Czarnej. Fundowana ok. połowy XIX w. przez Sobiesława Perkowskiego. Drewniana, konstrukcji słupowej, na kalenicy wieżyczka na sygnaturkę. Drzwiczki prostokątne przeszklone. Wewnątrz kapliczki obraz Matki Boskiej Różańcowej, ludowy, ok. 1890; rzeźby: Matki Boskiej i Chrystusa na Krzyżu, w. XIX; figura gipsowa N.P. Maryi Niepokalanie Poczętej.
- Krzyż parcela Nr 73 Fundowany 1880r. przez Mikołaja Augustyna jako wotum za unikniecie zarazy. Krzyż wymieniono w roku 1977, zachowano pierwotne rzeźby, drewniany, z rzeźbionym w drewnie wizerunkiem Chrystusa, ludowym oraz płaskorzeźby: Matki Boskiej Bolesnej i św. Jana Ew., osłonięte blaszanym zadaszeniem.
- Kapliczka, parcela nr 5. Fundowana w 1883 r. przez Mikołaja i Zofię Augustynów. Drewniana konstrukcji słupowej, oszalowana kryta blachą na planie prostokąta, z daszkiem przyczółkowym; na kalenicy wieżyczka z sygnaturka z kutym krzyżem. Drzwiczki prostokątne, przeszklone, nad nimi napis fundacyjny. Wewnątrz oleodruk M.B. Kalwaryjskiej, koniec XIX w.; rzeźby ludowe: dwóch świętych biskupów, z datą 1883 r; Chrystus Frasobliwy i Chrystus Ukrzyżowany, koniec XIX w. Dwa lichtarze drewniane z datą 1897r. Obraz Biczowania Chrystusa.
- Kapliczka, parc. Nr 61. Zbudowana w 1864 r. Drewniana konstrukcji słupowej, oszalowana, kryta blachą. Na planie kwadratu, z daszkiem dwuspadowym. Wejście prostokątne. W szczycie rzeźba Serca Jezusa, ludowa, z czasu budowy, pod nią data budowy i inicjał PNORP. Wewnątrz ołtarzyk z czasu budowy, w nim obraz N.P. Maryi; malowany na szkle Ireneusz Kozłowski 1948 r.; drewniany krzyż ołtarzowy; oleodruk bł. Jana z Dukli.
- Kapliczka, parcela 238. Fundowana koniec XIX w. przez Rembałę. Z cegły, bielona, kryta blachą. Na planie kwadratu, nakryta stropem z daszkiem dwuspadowym. Elewacja zwieńczona gzymsem; we frontowej ścianie prostokątne wejście z wnęką na szczycie. Wewnątrz reprodukcja M.B. Kalwaryjskiej; oleodruk z przedstawieniem Koronacji N.P. Maryi i figurka gipsowa N.P. Maryi Niepokalanie Poczętej.